# كييوشي ناكامورا
كييوشي ناكامورا (باليابانية: 中村 聖) (20 مايو 1971 في شيغا في اليابان – )؛ هو لاعب كرة قدم ياباني سابق كان يلعب كمدافع.

## وصلات خارجية
- كييوشي ناكامورا على موقع رابطة كرة القدم اليابانية للمحترفين (اليابانية)
- كييوشي ناكامورا على موقع عالم كرة القدم.نت (الإنجليزية)